# Bernd Riexinger
Bernd Riexinger, född 30 oktober 1955 i Leonberg i Baden-Württemberg, är en tysk politiker (Die Linke). Han var 2012–2021 den ena av Die Linkes två partiledare. Riexinger är utbildad till banktjänsteman och har arbetat inom banksektorn och senare som fackföreningstjänsteman.